# Boualitomus
Boualitomus — вимерлий рід гієнодонтових ссавців. Скам'янілості знайдено в Марокко. Описано 1 вид: Boualitomus marocanensis.